# Дефицит ароматазы
Дефицит ароматазы — очень редкое состояние, характеризующиеся крайне низкой или отсутствием активности фермента ароматазы в организме. Это аутосомно-рецессивное заболевание, вызванное различными мутациями гена CPY19 (P450arom), которые могут привести к замедленному половому созреванию у женщин, остеопорозу у мужчин и вирилизации у беременных. До сегодняшнего дня в литературе было описано только 35 случаев.

## Симптомы
Дефицит ароматазы вызывает вирилизацию XX плодов. Появление симптомов обычно проявляется в подростковом или раннем взрослом возрасте. Недостаток эстрогена приводит к первичной аменореи и высокому росту. Рост выше среднего является следствием того, что эстроген обычно вызывает слияние эпифизарных пластин, и в его отсутствие пациент будет продолжать расти дольше. Гонадотропины ЛГ и ФСГ повышены, и у пациентов будут присутствовать поликистозные яичники. Кроме того, низкий уровень эстрогена предрасполагает к заболеванию остеопорозом.

### Женщины
- У младенцев женского пола обычно наблюдаются гениталии неопределенного вида, в том числе лабиоскротальное слияние, клиторомегалия и гениталии фаллической структуры[3]. Другие представленные симптомы помогают с правильной диагностикой.
- В пубертатном возрасте могут наблюдаться прогрессирующие признаки вирилизации, такие как рост волос на теле, а также недостаточность полового созревания из-за отсутствия действия эстрадиола[1]. Нарушение оси гонадотропных гормонов к половым приводит к замедлению окостенения эпифизарных пластин при отсутствии скачка роста.
- В зрелом возрасте симптомы включают вирилизацию, отсутствие развития молочных желез, первичную аменорею и бесплодие, а также поликистоз яичников[2][3].

### Мужчины
Симптомы обычно проявляются в зрелом возрасте:
- Высокий рост, остеопения, остеопороз, сахарный диабет II типа, гиперинсулинемия, чёрный акантоз, нарушения липидного обмена и нарушение функции печени[3].

### Во время беременности
Во время беременности ребёнок с дефицитом ароматазы может вызвать вирилизацию матери, вызывая огрубление голоса, угри, клитеромегалию и гирсутизм. У матери также повышен уровень циркулирующего тестостерона. Однако симптомы обычно регрессируют после родов.

### Коморбидность
Дефицит ароматазы может сочетаться с аутизмом из-за их общей связи с дифицитом RORA. Это влияет как на мужчин, так и на женщин, однако влияние на мужчин является более распространенным. Дефицит RORA связан с дефицитом ароматазы, что, в свою очередь, может привести к повышению уровня тестостерона, предполагаемого фактора риска аутизма.

## Причины

### Мутация гена
Дефицит ароматазы — это аутосомно-рецессивное заболевание, при котором большинство мутаций происходит в высококонсервативных областях гена. Как гомозиготные, так и гетерозиготные мутации были обнаружены вдоль различных положений экзона на гене P450-арома (CYP19), локализованном на хромосоме 15p21.1.

## Осложнения

### Женщины
Женщина с дефицитом ароматазы не может синтезировать эстрон или эстрадиол в отсутствие ароматазы. Количество андрогенов будет накапливаться в крови с очень высокой скоростью, нарушая ось LHRH-LH/FSH, что потенциально может привести к поликистозу яичников в зрелом возрасте. В отсутствие эстрогена высокий уровень циркулирующих ЛГ и ФСГ может привести к гипергонадотропному гипогонадизму.
У женщин начинается вирилизация, они не могут менструировать из-за отсутствия эстрадиола, что впоследствии вызывает первичную аменорею, клитормегалию и отсутствие развития молочных желез. Поскольку половое созревание не наступает, всплеск роста отсутствует, а закрытие зон роста задерживается. Без лечения избыточное количество андрогена в крови может привести к развитию поликистозных яичников.

### Мужчины
Мужчины с дефицитом ароматазы нормально растут и развиваются пплоть до взрослого возраста. Очень низкий уровень циркулирующего эстрогена (<7 пг/мл), что приводит к повышению уровня ФСГ и ЛГ в крови. Повышенный уровень андрогенов не способствует гармоничному росту скелетных мышц, как эстроген, поэтому у пациентов проявляется евнухоидная форма тела.
Пациенты, как правило, высокого роста и характеризуются устойчивым линейным ростом костей в зрелом возрасте. Без эстрогена эпифизарные пластинки не могут правильно слиться, что приводит к постоянному росту. Низкий уровень эстрогена также приводит к остеопении и остеопорозу поясничного отдела позвоночника и кортикальной кости. Также считается, что эстроген связан с аномальным липидным профилем и гиперинсулинемией у мужчин, однако механизм детализации неизвестен.

### Во время беременности
Во время беременности плацента, которая является тканью плода, синтезирует большое количество промежуточных продуктов в биосинтезе эстрогенов, андростендиона и тестостерона, но не может преобразовать их в эстрогены из-за отсутствия ароматазы. Уровни накопленных андрогенов у матери могут повышаться в 100 раз по сравнению с нормальными уровнями, которые впоследствии вирилизируют и мать, и плод. У матери будут наблюдаться прыщи, огрубение голоса и гирсутизм. Тем не менее, эти симптомы обычно проходят после родов.
Если плод мужского пола, у него разовьются нормальные мужские гениталии, и он будет нормально расти и проявлять вторичные мужские половые признаки. Если плод женского пола, то он родится с неоднозначными гениталиями, включая сращение половых губ и сильно увеличенный клитор.

## Диагностика
Можно предположить, что плод имеет дефицит ароматазы, если его беременная мать демонстрирует признаки вирилизации. У младенца женского пола дефицит ароматазы можно диагностировать при рождении из-за аномальных гениталий наряду с гормональным анализом крови. Чрезмерно низкий уровень эстрогена и повышенный уровень андрогенов являются диагностическими маркерами дефицита ароматазы как у мужчин, так и у женщин. Уровень тестостерона в моче может быть нормальным или повышенным.

## Лечение
У мужчин трансдермальная замена эстрадиола обеспечивает закрытие эпифизарных пластинок, повышает плотность костей, способствует созреванию скелета, снижает уровень ФСГ и ЛГ до нормы и снижает концентрацию инсулина в крови.
У женщин заместительная гормональная терапия, такая как циклическая пероральная терапия конъюгированным эстрогеном, приводит к развитию молочных желез, менструированию, скачкам роста пубертатного периода, подавлению повышенного уровня ФСГ и ЛГ в крови и правильному росту костей.

## История
Дефицит ароматазы впервые был зафиксирован в литературе в 1991 году. У беременной матери был низкий уровень эстрогена и высокий уровень андрогенов в третьем триместре, а также признаки прогрессирующей вирилизации. После рождения у младенца женского пола у него были обнаружены признаки псевдогермафродитизма. Ароматазная активность плацента была примерно в десять раз меньше нормы.